# Amsterdamsche Football Club Ajax 1975-1976
Questa voce raccoglie le informazioni riguardanti l'Amsterdamsche Football Club Ajax nelle competizioni ufficiali della stagione 1975-1976.

## Stagione
In questa stagione arrivano dal Fremad Amager i danesi Søren Lerby e Frank Arnesen, inoltre, dal primo settembre, torna in panchina Rinus Michels. L'Ajax, come nella scorsa stagione, viene sconfitto nella KNVB beker da una squadra militante in Eerste Divisie, questa volta il PEC Zwolle nei quarti. Stesso cammino in Coppa UEFA, dove gli olandesi arrivano nuovamente agli ottavi: 14-1 complessivo contro il Glentoran, poi 4-2 all'Hertha Berlino, per venir poi eliminati dai bulgari del Levski-Spartak Sofia ai calci di rigore. Anche in Eredivisie arriva un altro terzo posto, sempre dietro a PSV e Feyenoord. Grande protagonista della stagione è Ruud Geels, capocannoniere sia in campionato che in Coppa UEFA.

## Organigramma societario
Fonte
Area direttiva
- Presidente:  Jaap van Praag

Area tecnica
- Allenatore:  Hans Kraay fino 12/08/1975; Jan van Daal fino all'1/09/1975; Rinus Michels dall'1/09/1975.
- Allenatore in seconda:  Bobby Haarms

## Rosa
Fonte
| N. |                        | Ruolo | Calciatore      |
| -- | ---------------------- | ----- | --------------- |
|    | Paesi Bassi (bandiera) | P     | Piet Schrijvers |
|    | Paesi Bassi (bandiera) | P     | Heinz Stuy      |
|    | Paesi Bassi (bandiera) | D     | Barry Hulshoff  |
|    | Paesi Bassi (bandiera) | D     | Ruud Krol       |
|    | Paesi Bassi (bandiera) | D     | Gerrie Mühren   |
|    | Paesi Bassi (bandiera) | D     | Wim Suurbier    |
|    | Paesi Bassi (bandiera) | D     | Pim van Dord    |
|    | Paesi Bassi (bandiera) | D     | Ton Wickel      |
|    | Danimarca (bandiera)   | C     | Frank Arnesen   |
|    | Paesi Bassi (bandiera) | C     | Johnny Dusbaba  |
|    | Paesi Bassi (bandiera) | C     | Dick Helling    |

| N. |                        | Ruolo | Calciatore        |
| -- | ---------------------- | ----- | ----------------- |
|    | Danimarca (bandiera)   | C     | Søren Lerby       |
|    | Paesi Bassi (bandiera) | C     | René Notten       |
|    | Paesi Bassi (bandiera) | C     | Thomas Rongen     |
|    | Paesi Bassi (bandiera) | C     | Henk van Santen   |
|    | Paesi Bassi (bandiera) | A     | Willy Brokamp     |
|    | Paesi Bassi (bandiera) | A     | Ruud Geels        |
|    | Paesi Bassi (bandiera) | A     | Robert Kok        |
|    | Paesi Bassi (bandiera) | A     | Tscheu La Ling    |
|    | Paesi Bassi (bandiera) | A     | Geert Meijer      |
|    | Germania (bandiera)    | A     | Arno Steffenhagen |
|    | Paesi Bassi (bandiera) | A     | Simon Tahamata    |

## Statistiche

### Statistiche di squadra
| Competizione | Punti | Totale | Totale | Totale | Totale | Totale | Totale |
| Competizione | Punti | G      | V      | N      | P      | Gf     | Gs     |
| ------------ | ----- | ------ | ------ | ------ | ------ | ------ | ------ |
| Eredivisie   | 50    | 34     | 21     | 8      | 5      | 74     | 38     |
| KNVB beker   | -     | 3      | 2      | 0      | 1      | 6      | 5      |
| Coppa UEFA   | -     | 6      | 4      | 0      | 2      | 21     | 6      |
| Totale       |       | 43     | 27     | 8      | 8      | 101    | 49     |

### Statistiche individuali
- Capocannoniere della Eredivisie
  - Ruud Geels (29 gol)
- Capocannoniere della Coppa UEFA
  - Ruud Geels (14 gol)